# Liste der Monuments historiques in Romazières
Die Liste der Monuments historiques in Romazières führt die Monuments historiques in der französischen Gemeinde Romazières auf.

## Liste der Bauwerke
| Bezeichnung                       | Beschreibung              | Standort | Kennzeichnung | Schutzstatus | Datum | Bild           |
| --------------------------------- | ------------------------- | -------- | ------------- | ------------ | ----- | -------------- |
| Kirche Notre-Dame de l’Assomption | Erbaut im 12. Jahrhundert | (Lage)   | PA00105151    | Inscrit      | 1935  | weitere Bilder |

## Liste der Objekte
| Bezeichnung | Beschreibung            | Standort                                        | Kennzeichnung | Schutzstatus | Datum | Bild |
| ----------- | ----------------------- | ----------------------------------------------- | ------------- | ------------ | ----- | ---- |
| Monstranz   | Metall, vergoldet, 1857 | in der Kirche Notre-Dame de l’Assomption (Lage) | PM17001390    | Inscrit      | 1984  |      |
| Tabernakel  | Holz, 18. Jahrhundert   | in der Kirche Notre-Dame de l’Assomption (Lage) | PM17001391    | Inscrit      | 1984  |      |